# Марікрус Нахера
Марікрус Нахера (ісп. Maricruz Nájera, при народженні Марія де ла Крус Нахера Ботелло, ісп. María de la Cruz Nájera Botello; нар. 13 липня 1940, Мехіко) — мексиканська акторка.

## Життєпис
Народилася 13 липня 1940 року у Мехіко. Акторську майстерність вивчала в Театральній академії при Національному інституті красних мистецтв та літератури (IMBAL). 1970 року дебютувала в кіно, з'явившись в маленьких ролях у низці фільмів. 1977 року почала зніматися на телебаченні, зігравши невелику роль медсестри у теленовелі «Ріна». Далі зіграла ролі у серіалах «Багаті теж плачуть», «Хижачка», «Вовче лігво», «Узурпаторка», «Жінка, випадки з реального життя» та багатьох інших.
2015 року здобула премію Bravo у категорії найкраща роль у виконанні заслуженої акторки в телепрограмі за роль у серіалі «Роза Гвадалупе».
1959 року акторка вступила у шлюб з Алехандро Бічіром, мексиканським актором ліванського походження. У пари народились троє синів, які також стали акторами — Одісео Бічір (3 травня 1960), Деміан Бічір (1 серпня 1963) та Бруно Бічір (6 жовтня 1967).

## Вибрана фільмографія
| Рік       |   | Українська назва                 | Оригінальна назва                   | Роль                                            |
| --------- | - | -------------------------------- | ----------------------------------- | ----------------------------------------------- |
| 1972      | ф | Дні кохання                      | Los días del amor                   | Ісаура                                          |
| 1977      | с | Ріна                             | Rina                                | медсестра                                       |
| 1978      | с | Мама-компаньйонка                | Mama Campanita                      | Мартіна                                         |
| 1978      | с | Вівіана                          | Viviana                             | медсестра                                       |
| 1978      | ф | Патрульний 777                   | Patrullero 777                      | сусідка самогубці                               |
| 1979      | с | Багаті теж плачуть               | Los ricos también lloran            | Марія #2                                        |
| 1982      | с | Заради кохання                   | Por amor                            | Хулія                                           |
| 1983      | с | Хижачка                          | La fiera                            | Ангеліна                                        |
| 1986      | с | Вовче лігво                      | Cuna de lobos                       | вдова Гутьєрес                                  |
| 1989      | с | Дивне повернення Діани Салазар   | El extraño retorno de Diana Salazar | Кончіта                                         |
| 1989—2007 | с | Жінка, випадки з реального життя | Mujer, casos de la vida real        | різні персонажі                                 |
| 1990      | с | Я купую цю жінку                 | Yo comprp esa mujer                 | Хуліана                                         |
| 1990      | ф | Кішка Крісті                     | La gata Cristy                      | Клотильда                                       |
| 1992      | с | Дідусь і я                       | El Abuelo ybyo                      | мати Адорасьйон                                 |
| 1993      | с | Валентина                        | Valentina                           | Глорія Луке                                     |
| 1994      | с | Перехрестя                       | Caminos cruzados                    | Ельза                                           |
| 1996      | с | Моя кохана Ісабель               | Mi querida Isabel                   | Хесусіта                                        |
| 1997      | с | Розлучені                        | Desencuentro                        | Росаріо                                         |
| 1997      | ф | Чоловіки зі зброєю               | Hombres armados                     | багата дама                                     |
| 1998      | с | Узурпаторка                      | La usurpadora                       | Еміліана                                        |
| 2002      | с | Шляхи кохання                    | Las vías del amor                   | Лаура Альбавера                                 |
| 2010—2011 | с | Тріумф любові                    | Triunfo del amor                    | Томаса Ернандес                                 |
| 2011      | с | Рафаела                          | Rafaela                             | Констанца                                       |
| 2012      | с | Притулок для кохання             | Un refugio para el amor             | Матільде                                        |
| 2013—2015 | с | Роза Гвадалупе                   | La rosa Guadalupe                   | Асусена / Адела / Кармен / Касильда (4 епізоди) |
| 2015—2016 | с | Не залишай мене                  | A que no me dejas                   | Сільвія Ларіо                                   |
| 2016      | с | Жінки в чорному                  | Mujeres de negro                    | Аманда                                          |
| 2016      | с | Просто Марія                     | Simplemente María                   | Кончіта                                         |
| 2017      | с | В диких землях                   | En tierras salvajes                 | Роса                                            |

## Нагороди
Bravo Awards
- 2015 — Найкраща роль у виконанні заслуженої акторки у телепрограмі (Роза Гвадалупе).